# 77441 Jouve
77441 Jouve este o planetă minoră (asteroid), cu un diametru de 3,427 km, din centura de asteroizi. A fost descoperită pe 18 aprilie 2001 la Saint-Véran de observatoire de Saint-Véran⁠(d). 
Obiectul prezintă o orbită caracterizată de o semiaxă mare de 2,6249608100617 UAi, o excentricitate de 0,16, o înclinație de 13,3 ° în raport cu ecliptica.